# Cyclogastrella plana
Cyclogastrella plana är en stekelart som beskrevs av Dzhanokmen och Grissell 2002. Cyclogastrella plana ingår i släktet Cyclogastrella och familjen puppglanssteklar. Inga underarter finns listade i Catalogue of Life.